# Microcharon oubrahimae
Microcharon oubrahimae is een pissebed uit de familie Lepidocharontidae. De wetenschappelijke naam van de soort is voor het eerst geldig gepubliceerd in 2007 door Boughrous, Boulanouar, Yacoubi & Coineau.